# Finnish Metal Expo
Finnish Metal Expo (FME) (также Helsinki Metal Meeting) — крупная музыкальная выставка, ориентированная на тяжёлую музыку, которая ежегодно проводится в Хельсинки, начиная с 2005 года. Событие проводится одновременно на разных площадках города и длится 2-3 дня. Основная сцена находится на бывшей кабельной фабрике «Kaapelitehdas». На выставке принимают участие лейблы, производители инструментов, музыкальные СМИ, исполнители, промоутеры и прочие лица, связанные с метал-музыкой. Также проводятся концерты и церемония «Finnish Metal Awards», на которой награждаются лучшие музыканты, продюсеры и промоутеры тяжёлой музыки в Финляндии. Параллельно с FME проходит International Metal Meeting (IMM) для представителей европейского метала.

## Finnish Metal Awards
Победители определяются слушателями путём голосования.
2005
- Группа года: Sentenced
- Альбом года: The Funeral Album (Sentenced)
- Новичок года: Stam1na

2006
- Группа года: Children of Bodom
- Альбом года: Kuoleman laulukunnaat (Mokoma)
- Новичок года: Profane Omen

2007
- Группа года: Nightwish
- Альбом  года: Luihin ja ytimiin (Mokoma)
- Новичок года: Ари Койвунен

2008
- Группа года: Stam1na
- Альбом года: Raja (Stam1na)
- Новичок года: Hateform

2009
- Группа года: Insomnium
- Альбом года: Across the Dark (Insomnium)
- Новичок года: FM2000

2010
- Группа года: Stam1na
- Альбом года: Viimeinen Atlantis (Stam1na)
- Новичок года: Barren Earth

2011
- Группа года: Turisas
- Альбом года: Stand Up and Fight (Turisas)
- Новичок года: Constantine